# 鍵掛峠

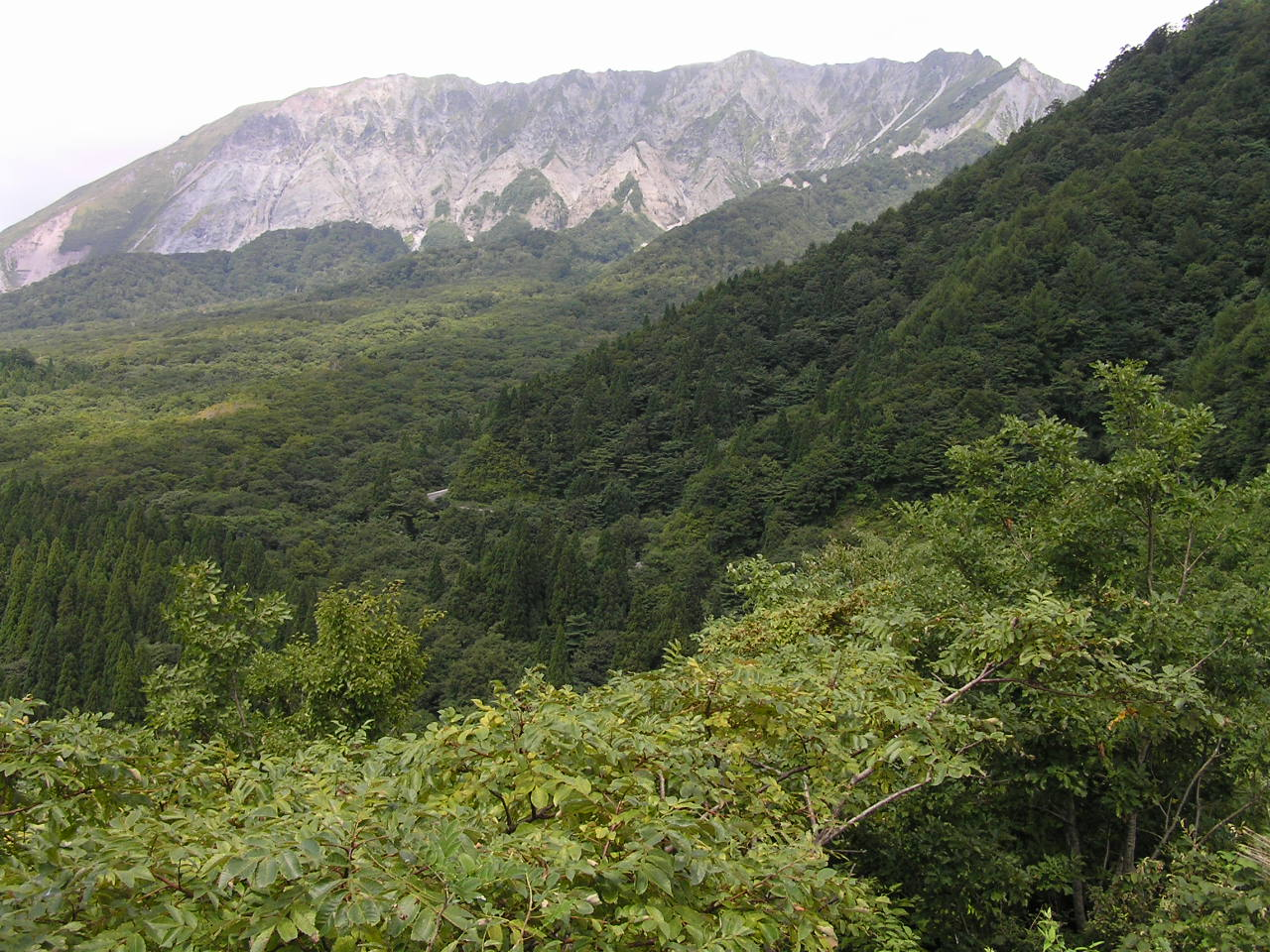
鍵掛峠から見る大山南壁

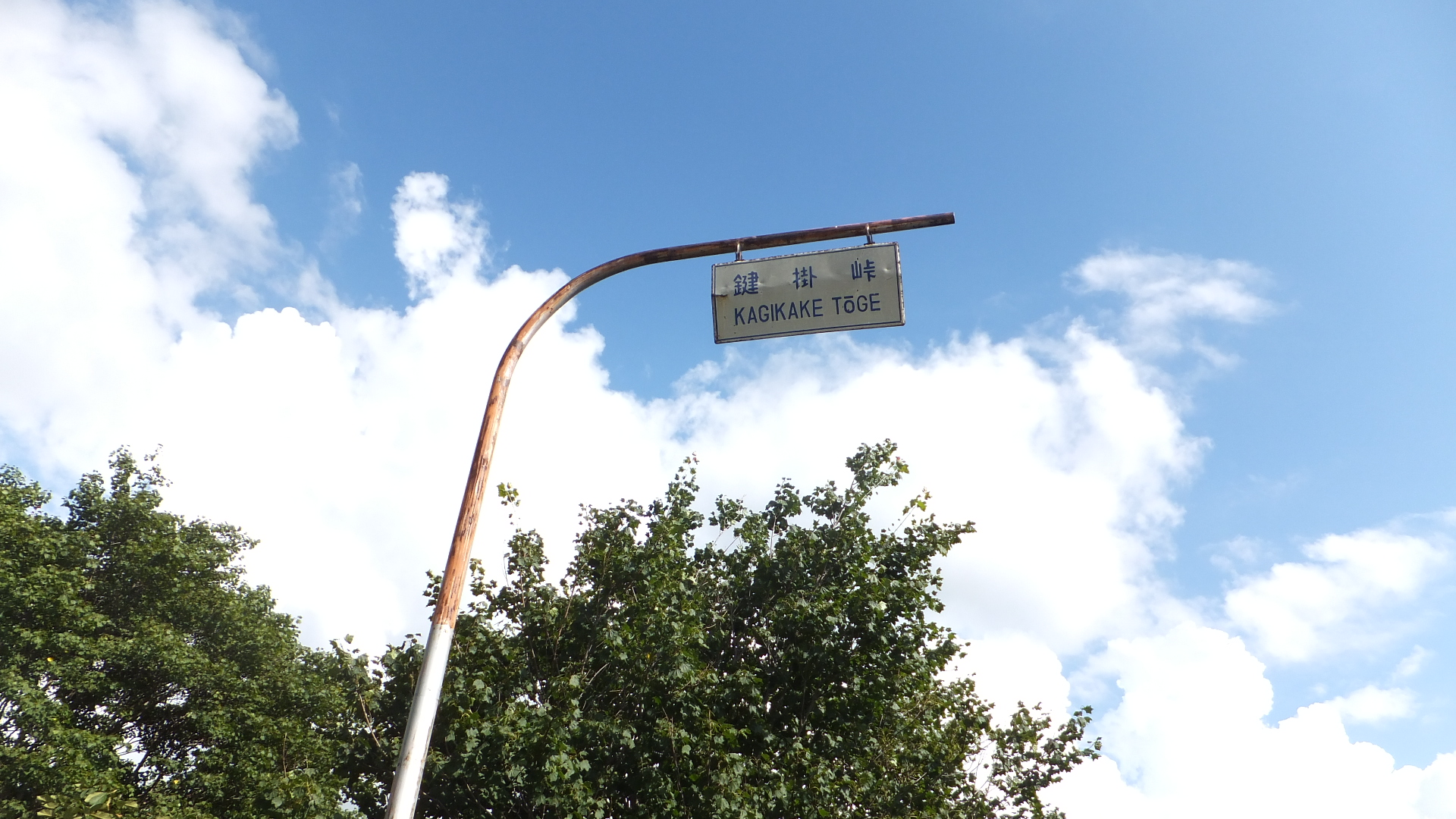
鍵掛峠の標識

鍵掛峠（かぎかけとうげ）は、鳥取県日野郡江府町・西伯郡大山町にある峠。

## 概要
標高912m。鳥取県道45号倉吉江府溝口線にあり、大山南壁を望む好ポイントとなっており、展望所、トイレを完備する駐車場がある。
前方にはブナ林が広がり、背後に大山南壁の無数のガレ場や大規模な崩落によりできた沢などが一望できる。新緑や紅葉の頃にが特に美しい景観を広げ、観光シーズンには非常に混雑する。
大山を一周する大山環状道路は鳥取県道45号倉吉江府溝口線の一部をなし、鍵掛峠が最高地点になる。
「鍵掛峠」の名は大山寺の参詣者や牛馬市に参加する博労や農民が、旅の安全や幸福を願って鍵（鉤）状の小枝を木に掛ける鍵掛けを行ったことに由来するという。また大山周辺には数え年で13歳になった男子が大山に参拝する「十三参り」の風習があり、その際に鍵（鉤）の形をした小枝を石仏に供えたことに由来するともいう。
なお、国道183号の鳥取県と広島県の県境にある同名の峠は「かっかけ」と読む別の峠であるため、注意を要する。

## 交通
- JR伯備線江尾駅下車、バスで約30分大平原下車。

## 周辺
- 大山
- 鏡ヶ成
- 蒜山高原